# محمد بن وهیب
محمّد بن وُهیب حِمیَری با کنیهٔ ابوجعفر (؟ - ۸۵۴م) شاعر عراقی در دورهٔ اول عباسی بود. در بصره زاده شد و در بغداد تا پایان عمر ماندگار بود. در زندگی شخصی‌اش بسیار خرج‌کننده بود و نزد عامه و نویسندگان متوسط بسیار می‌رفت و با شعرگویی، کسب معاش می‌نمود. تا اینکه مأمون به بغداد درآمد (۲۰۴م)، او را مدح نمود، سپس به مدح معتصم پرداخت. او والی موصل، والی ری و آذربایجان را نیز مدح کرد. به حسن بن سهل پیوست؛ و پس از حسن، دیگری را مدح ننمود. ابن ندیم ذکر کرده که دیوان محمد بن وهیب، ۵۰ برگ یا ۱۰۰۰ هزار بیت است. او در فنون حکمت، مدح، غزل، نسب، هجا و فخر سرود.